# Bodagölen (Nässjö socken, Småland)
Bodagölen är en sjö i Nässjö kommun i Småland och ingår i Emåns huvudavrinningsområde.